# Эндрюс, Дэна
Карвер Дэна Эндрюс (англ. Carver Dana Andrews, 1 января 1909 — 17 декабря 1992), более известный как Дэна Эндрюс, — американский актёр.

## Ранние годы
Карвер Дэна Эндрюс родился в местечке Коллинз, штат Миссисипи, третьим из девяти детей Форреста Эндрюса и его жены Эннис. Вскоре семья перебралась в Техас, где родились его младшие братья и сёстры — всего в семье в конечном итоге родилось 13 детей, 12-м был младший брат Дэны Стив, тоже ставший впоследствии актёром.
Дэна посещал колледж в Хьюстоне, а также работал некоторое время бухгалтером. В 1931 году он поехал в Лос-Анджелес, чтобы попытаться начать певческую карьеру. Чтобы заработать себе на жизнь, он сменил несколько профессий. Один из работодателей Дэны поверил в его способности и оплатил его обучение оперному искусству и актёрскому мастерству.

## Карьера
Дэна подписал контракт с Сэмюэлом Голдвином через девять лет после переезда в Лос-Анджелес. В 1940 году он сыграл свою первую роль в кино в картине Уильяма Уайлера «Человек с Запада» с Гэри Купером. В 1943 году Дэна сыграл с Генри Фондой в фильме «Случай в Окс-Боу» в роли жертвы линчевания.
В 1944 году Дэна снялся в картине «Лора» в роли детектива, расследующего убийство, а в 1946 году — в фильме «Лучшие годы нашей жизни» в роли солдата, вернувшегося с войны. Эти две его работы остаются самыми известными и значительными. В 1948 году исполнил роль советского перебежчика Игоря Гузенко в фильме Уильяма Уэллмана «Железный занавес». Примечательной была и игра Дэны в фильме «Там, где кончается тротуар» (1950).
К тому времени пристрастие актёра к алкоголю уже оказывало пагубное влияние на его карьеру. Он начал сниматься в ролях второго плана фильмов категории B, хотя не прекращал работу в кино вплоть до середины 1980-х годов. В 1963 году Дэна был избран президентом Гильдии киноактёров США.

## Личная жизнь
Дэна Эндрюс женился на Джанет Мюррэй в канун 1932 года. Она умерла в 1935 году, вскоре после рождения их сына Дэвида (музыканта и композитора, скончавшегося в 1964 году). 17 ноября 1939 года Дэна женился на актрисе Мэри Тодд. У них родилось трое детей: Кэтрин (1942), Стивен (1944) и Сьюзан (1948). В течение 20 лет семья жила в Толука Лейк. Когда дети выросли, Дэна и Мэри переехали в Студио Сити в дом, купленный у их друга режиссёра Жака Турнёра.
Дэне удалось побороть алкоголизм. В последние годы своей жизни он страдал от болезни Альцгеймера. В 1992 году Дэна Эндрюс скончался от сердечной недостаточности и пневмонии.

## Избранная фильмография
| Год       |   | Русское название                | Оригинальное название       | Роль                  |
| --------- | - | ------------------------------- | --------------------------- | --------------------- |
| 1940      | ф | Человек с Запада                | The Westerner               | Ход Джонсон           |
| 1941      | ф | Табачная дорога                 | Tobacco Road                | капитан Тим Хармон    |
| 1941      | ф | С огоньком                      | Ball of Fire                | Джо Лайлак            |
| 1943      | ф | Случай в Окс-Боу                | The Ox-Bow Incident         | Дональд Мартин        |
| 1943      | ф | Северная звезда                 | The North Star              | Коля Симонов          |
| 1944      | ф | Лора                            | Laura                       | Марк Макферсон        |
| 1945      | ф | Падший ангел                    | Fallen Angel                | Эрик Стэнтон          |
| 1945      | ф | Прогулка под солнцем            | A Walk in the Sun           | сержант Билл Тайн     |
| 1946      | ф | Лучшие годы нашей жизни         | The Best Years of Our Lives | Фред Дерри            |
| 1947      | ф | Бумеранг!                       | Boomerang!                  | Генри Л. Харви        |
| 1948      | ф | Железный занавес                | The Iron Curtain            | Игорь Гузенко         |
| 1950      | ф | Там, где кончается тротуар      | Where the Sidewalk Ends     | детектив Марк Диксон  |
| 1950      | ф | Край гибели                     | Edge of Doom                | отец Томас Рот        |
| 1956      | ф | Пока город спит                 | While the City Sleeps       | Эдвард Мобли          |
| 1956      | ф | За пределами разумного сомнения | Beyond a Reasonable Doubt   | Том Гарретт           |
| 1957      | ф | Ночь демона                     | Night of the Demon          | Джон Холден           |
| 1958      | ф | Создатели страха                | The Fearmakers              | Алан Итон             |
| 1958      | ф | Заколдованный остров            | Enchanted Island            | Эбнер «Эб» Бедфорд    |
| 1963      | с | Сумеречная зона                 | The Twilight Zone           | Пол Дрисколл          |
| 1965      | ф | Незабвенная                     | The Loved One               | генерал Бак Бринкман  |
| 1965      | ф | Битва в Арденнах                | Battle of the Bulge         | полковник Притчард    |
| 1968      | ф | Бригада дьявола                 | The Devil’s Brigade         | генерал Уолтер Нейлор |
| 1974      | ф | Аэропорт 1975                   | Airport 1975                | Скотт Фримен          |
| 1976      | ф | Последний магнат                | The Last Tycoon             | Ред Ридингвуд         |
| 1978      | ф | Хорошие парни ходят в чёрном    | Good Guys Wear Black        | Эдгар Харольдс        |
| 1982      | с | Лодка любви                     | The Love Boat               | мистер Пол Гербер     |
| 1982—1983 | с | Фэлкон Крест                    | Falcon Crest                | Эллиот Маккей         |